# 丸山瀬南
丸山 瀬南（まるやま せな、1996年8月22日 - ）は、日本の元俳優。
神奈川県出身。

## 出演

### テレビドラマ
- 功名が辻 第26話（2006年7月2日、NHK総合） - 堀尾金助 役
- オトコマエ!2 第4話（2009年9月26日、NHK総合） - 遠山金四郎（少年期） 役
- 使命と魂のリミット 前編（2011年11月5日、NHK総合） - 西園陽平の息子 役
- 高校入試 第1話（2012年10月6日、フジテレビ）
- Dear ママ（2012年12月23日、フジテレビ）
- 鉄道警察官・清村公三郎10（2013年6月12日、テレビ東京） - 青山善行（少年期） 役
- オリンピックの身代金 第1夜（2013年11月30日、テレビ朝日） - 落合昌夫（少年期） 役

### バラエティ
- 天才てれびくんMAX（2007年 - 2009年、NHK教育） - てれび戦士

### 映画
- incubator〜絶体絶命、それがチャンス!〜（2006年） - 黒澤翔太（少年期） 役
- ワラライフ!!（2010年） - 古川聡（少年期） 役

### CM
- パナソニック、VIERA
- アルデプロ

### 舞台
- ポンポン島

### オリジナルビデオ
- 恋愛白書（2004年） - 来宮徹（少年期） 役

### PV
- 中河内雅貴「僕がいる」（2008年）
- OKAMOTO'S「HAPPY BIRTHDAY」（2014年）

## 書籍

### 雑誌連載
- ニコ☆プチ（新潮社）メンモ

### 機関誌
- シードッグ2003年秋冬号